# Sophronica ochreiceps
Sophronica ochreiceps är en skalbaggsart som beskrevs av Stefan von Breuning 1951. Sophronica ochreiceps ingår i släktet Sophronica och familjen långhorningar. Inga underarter finns listade i Catalogue of Life.